# إيلكاي غوندوغان

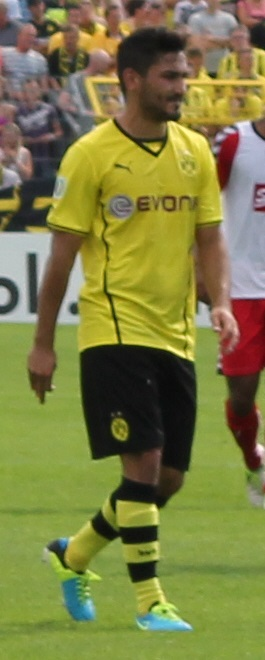
غوندوغان مع بوروسيا دورتموند عام 2013

إلكاي غوندوغان (بالتركية: İlkay Gündoğan) (مواليد 24 أكتوبر 1990 في غيلسنكيرشن، ألمانيا) لاعب كرة قدم ألماني ذو أصول تركية يجيد اللعب في خط الوسط ويلعب مع مانشستر سيتي الإنجليزي.